# 2024-es Formula–1 kínai nagydíj
A kínai nagydíj a 2024-es Formula–1 világbajnokság ötödik futama volt, amelyet 2024. április 19. és április 21. között rendeztek meg a Shanghai International Circuit versenypályán, Sanghajban.

## Választható keverékek
| Abroncs              | Friss | Használt |
| -------------------- | ----- | -------- |
| Kemény keverék (C2)  |       |          |
| Közepes keverék (C3) |       |          |
| Lágy keverék (C4)    |       |          |
| Átmeneti esőgumi (I) |       |          |
| Teljes esőgumi (W)   |       |          |

## Szabadedzés
A kínai nagydíj szabadedzését április 19-én, pénteken délelőtt tartották, magyar idő szerint 5:30-tól.
| helyezés | versenyző        | csapat/motor                 | elért idő | különbség | futott kör |
| -------- | ---------------- | ---------------------------- | --------- | --------- | ---------- |
| 1        | Lance Stroll     | Aston Martin Aramco-Mercedes | 1:36,302  | −         | 21         |
| 2        | Oscar Piastri    | McLaren-Mercedes             | 1:36,629  | +0,327    | 24         |
| 3        | Max Verstappen   | Red Bull Racing-Honda RBPT   | 1:36,660  | +0,358    | 25         |
| 4        | Sergio Pérez     | Red Bull Racing-Honda RBPT   | 1:36,690  | +0,388    | 24         |
| 5        | Nico Hülkenberg  | Haas-Ferrari                 | 1:37,101  | +0,799    | 23         |
| 6        | Kevin Magnussen  | Haas-Ferrari                 | 1:37,118  | +0,816    | 23         |
| 7        | Esteban Ocon     | Alpine-Renault               | 1:37,213  | +0,911    | 23         |
| 8        | Alexander Albon  | Williams-Mercedes            | 1:37,229  | +0,927    | 19         |
| 9        | Daniel Ricciardo | RB-Honda RBPT                | 1:37,238  | +0,936    | 25         |
| 10       | Valtteri Bottas  | Kick Sauber-Ferrari          | 1:37,530  | +1,228    | 24         |
| 11       | Csou Kuan-jü     | Kick Sauber-Ferrari          | 1:37,626  | +1,324    | 24         |
| 12       | Cunoda Júki      | RB-Honda RBPT                | 1:38,006  | +1,704    | 27         |
| 13       | Charles Leclerc  | Ferrari                      | 1:38,090  | +1,788    | 20         |
| 14       | Carlos Sainz Jr. | Ferrari                      | 1:38,284  | +1,982    | 19         |
| 15       | Logan Sargeant   | Williams-Mercedes            | 1:38,286  | +1,984    | 23         |
| 16       | Lando Norris     | McLaren-Mercedes             | 1:38,630  | +2,328    | 21         |
| 17       | George Russell   | Mercedes                     | 1:38,806  | +2,504    | 21         |
| 18       | Lewis Hamilton   | Mercedes                     | 1:38,839  | +2,537    | 24         |
| 19       | Fernando Alonso  | Aston Martin Aramco-Mercedes | 1:38,936  | +2,634    | 22         |
| 20       | Pierre Gasly     | Alpine-Renault               | 1:39,276  | +2,974    | 21         |

## Sprintidőmérő
A kínai nagydíj sprintidőmérőjét április 19-én, pénteken délelőtt tartották, magyar idő szerint 9:30-tól.
| helyezés              | rajtszám | versenyző        | csapat/motor                 | 1. rész  | 2. rész  | 3. rész  | rajthely | futott kör |
| --------------------- | -------- | ---------------- | ---------------------------- | -------- | -------- | -------- | -------- | ---------- |
| 1                     | 4        | Lando Norris     | McLaren-Mercedes             | 1:36,384 | 1:36,047 | 1:57,940 | 1        | 13         |
| 2                     | 44       | Lewis Hamilton   | Mercedes                     | 1:37,181 | 1:36,287 | 1:59,201 | 2        | 15         |
| 3                     | 14       | Fernando Alonso  | Aston Martin Aramco-Mercedes | 1:36,883 | 1:36,119 | 1:59,915 | 3        | 14         |
| 4                     | 1        | Max Verstappen   | Red Bull Racing-Honda RBPT   | 1:36,456 | 1:35,606 | 2:00,028 | 4        | 12         |
| 5                     | 55       | Carlos Sainz Jr. | Ferrari                      | 1:36,719 | 1:36,052 | 2:00,214 | 5        | 15         |
| 6                     | 11       | Sergio Pérez     | Red Bull Racing-Honda RBPT   | 1:36,110 | 1:35,781 | 2:00,375 | 6        | 12         |
| 7                     | 16       | Charles Leclerc  | Ferrari                      | 1:36,537 | 1:35,711 | 2:00,566 | 7        | 15         |
| 8                     | 81       | Oscar Piastri    | McLaren-Mercedes             | 1:36,542 | 1:35,853 | 2:00,990 | 8        | 15         |
| 9                     | 77       | Valtteri Bottas  | Kick Sauber-Ferrari          | 1:37,112 | 1:36,056 | 2:01,044 | 9        | 16         |
| 10                    | 24       | Csou Kuan-jü     | Kick Sauber-Ferrari          | 1:37,544 | 1:36,307 | 2:03,537 | 10       | 16         |
| 11                    | 63       | George Russell   | Mercedes                     | 1:37,310 | 1:36,345 |          | 11       | 10         |
| 12                    | 20       | Kevin Magnussen  | Haas-Ferrari                 | 1:37,033 | 1:36,473 |          | 12       | 10         |
| 13                    | 27       | Nico Hülkenberg  | Haas-Ferrari                 | 1:36,924 | 1:36,478 |          | 13       | 10         |
| 14                    | 3        | Daniel Ricciardo | RB-Honda RBPT                | 1:37,321 | 1:36,553 |          | 14       | 9          |
| 15                    | 18       | Lance Stroll     | Aston Martin Aramco-Mercedes | 1:36,961 | 1:36,677 |          | 15       | 8          |
| 16                    | 10       | Pierre Gasly     | Alpine-Renault               | 1:37,632 |          |          | 16       | 6          |
| 17                    | 31       | Esteban Ocon     | Alpine-Renault               | 1:37,720 |          |          | 17       | 6          |
| 18                    | 23       | Alexander Albon  | Williams-Mercedes            | 1:37,812 |          |          | 18       | 6          |
| 19                    | 22       | Cunoda Júki      | RB-Honda RBPT                | 1:37,892 |          |          | 19       | 6          |
| 20                    | 6        | Logan Sargeant   | Williams-Mercedes            | 1:37,923 |          |          | 20       | 6          |
| 107%-os idő: 1:42,837 |          |                  |                              |          |          |          |          |            |

## Sprintfutam
A kínai nagydíj sprintfutamát április 20-án, szombaton délelőtt tartották, magyar idő szerint 5:00-tól.
| helyezés | rajtszám | versenyző        | csapat/motor                 | futott kör | idő/kiesés oka   | rajthely | pont |
| -------- | -------- | ---------------- | ---------------------------- | ---------- | ---------------- | -------- | ---- |
| 1        | 1        | Max Verstappen   | Red Bull Racing-Honda RBPT   | 19         | 32:04,660        | 4        | 8    |
| 2        | 44       | Lewis Hamilton   | Mercedes                     | 19         | +13,043          | 2        | 7    |
| 3        | 11       | Sergio Pérez     | Red Bull Racing-Honda RBPT   | 19         | +15,258          | 6        | 6    |
| 4        | 16       | Charles Leclerc  | Ferrari                      | 19         | +17,486          | 7        | 5    |
| 5        | 55       | Carlos Sainz Jr. | Ferrari                      | 19         | +20,696          | 5        | 4    |
| 6        | 4        | Lando Norris     | McLaren-Mercedes             | 19         | +22,088          | 1        | 3    |
| 7        | 81       | Oscar Piastri    | McLaren-Mercedes             | 19         | +24,713          | 8        | 2    |
| 8        | 63       | George Russell   | Mercedes                     | 19         | +25,696          | 11       | 1    |
| 9        | 24       | Csou Kuan-jü     | Kick Sauber-Ferrari          | 19         | +31,951          | 10       |      |
| 10       | 20       | Kevin Magnussen  | Haas-Ferrari                 | 19         | +37,398          | 12       |      |
| 11       | 3        | Daniel Ricciardo | RB-Honda RBPT                | 19         | +37,840          | 14       |      |
| 12       | 77       | Valtteri Bottas  | Kick Sauber-Ferrari          | 19         | +38,295          | 9        |      |
| 13       | 31       | Esteban Ocon     | Alpine-Renault               | 19         | +39,841          | 17       |      |
| 14       | 18       | Lance Stroll     | Aston Martin Aramco-Mercedes | 19         | +40,299          | 15       |      |
| 15       | 10       | Pierre Gasly     | Alpine-Renault               | 19         | +40,38           | 16       |      |
| 16       | 22       | Cunoda Júki      | RB-Honda RBPT                | 19         | +41,870          | 19       |      |
| 17       | 23       | Alexander Albon  | Williams-Mercedes            | 19         | +42,998          | 18       |      |
| 18       | 2        | Logan Sargeant   | Williams-Mercedes            | 19         | +46,352          | 20       |      |
| 19       | 27       | Nico Hülkenberg  | Haas-Ferrari                 | 19         | +49,630          | 13       |      |
| 20[a]    | 14       | Fernando Alonso  | Aston Martin Aramco-Mercedes | 17         | baleseti sérülés | 3        |      |

Megjegyzések:
- ↑ a:  — Fernando Alonso nem fejezte be a sprintfutamot, de helyezését értékelték, mivel a versenytáv több, mint 90%-át teljesítette. Utólag tíz másodperces időbüntetést kapott, mert összeütközött Carlos Sainz Jr.-ral.[3]

## Időmérő edzés
A kínai nagydíj időmérő edzését április 20-án, szombaton délelőtt tartották, magyar idő szerint 9:00-tól.
| helyezés              | rajtszám | versenyző        | csapat/motor                 | 1. rész  | 2. rész  | 3. rész  | rajthely   | futott kör |
| --------------------- | -------- | ---------------- | ---------------------------- | -------- | -------- | -------- | ---------- | ---------- |
| 1                     | 1        | Max Verstappen   | Red Bull Racing-Honda RBPT   | 1:34,742 | 1:33,794 | 1:33,660 | 1          | 18         |
| 2                     | 11       | Sergio Pérez     | Red Bull Racing-Honda RBPT   | 1:35,457 | 1:34,026 | 1:33,982 | 2          | 19         |
| 3                     | 14       | Fernando Alonso  | Aston Martin Aramco-Mercedes | 1:35,116 | 1:34,652 | 1:34,148 | 3          | 15         |
| 4                     | 4        | Lando Norris     | McLaren-Mercedes             | 1:34,842 | 1:34,460 | 1:34,165 | 4          | 15         |
| 5                     | 81       | Oscar Piastri    | McLaren-Mercedes             | 1:35,014 | 1:34,659 | 1:34,273 | 5          | 16         |
| 6                     | 16       | Charles Leclerc  | Ferrari                      | 1:34,797 | 1:34,399 | 1:34,289 | 6          | 20         |
| 7                     | 55       | Carlos Sainz Jr. | Ferrari                      | 1:34,970 | 1:34,368 | 1:34,297 | 7          | 17         |
| 8                     | 63       | George Russell   | Mercedes                     | 1:35,084 | 1:34,609 | 1:34,433 | 8          | 20         |
| 9                     | 27       | Nico Hülkenberg  | Haas-Ferrari                 | 1:35,068 | 1:34,667 | 1:34,604 | 9          | 21         |
| 10                    | 77       | Valtteri Bottas  | Kick Sauber-Ferrari          | 1:35,169 | 1:34,769 | 1:34,665 | 10         | 15         |
| 11                    | 18       | Lance Stroll     | Aston Martin Aramco-Mercedes | 1:35,334 | 1:34,838 |          | 11         | 12         |
| 12                    | 3        | Daniel Ricciardo | RB-Honda RBPT                | 1:35,443 | 1:34,934 |          | 12         | 12         |
| 13                    | 31       | Esteban Ocon     | Alpine-Renault               | 1:35,356 | 1:35,223 |          | 13         | 15         |
| 14                    | 23       | Alexander Albon  | Williams-Mercedes            | 1:35,384 | 1:35,241 |          | 14         | 14         |
| 15                    | 10       | Pierre Gasly     | Alpine-Renault               | 1:35,287 | 1:35,463 |          | 15         | 15         |
| 16                    | 24       | Csou Kuan-jü     | Kick Sauber-Ferrari          | 1:35,505 |          |          | 16         | 8          |
| 17                    | 20       | Kevin Magnussen  | Haas-Ferrari                 | 1:35,516 |          |          | 17         | 8          |
| 18                    | 44       | Lewis Hamilton   | Mercedes                     | 1:35,573 |          |          | 18         | 6          |
| 19                    | 22       | Cunoda Júki      | RB-Honda RBPT                | 1:35,746 |          |          | 19         | 9          |
| 20                    | 6        | Logan Sargeant   | Williams-Mercedes            | 1:36,358 |          |          | boxutca[a] | 7          |
| 107%-os idő: 1:41,373 |          |                  |                              |          |          |          |            |            |

Megjegyzések:
- ↑ a:  — Logan Sargeant eredetileg a 20. helyről kezdte volna a futamot, de mivel csapata az autó első szárnyán és a hátsó szárny Gurney-lapján módosított, emellett változtatott a felfüggesztés beállításain, így a parc fermé-szabály megszegése miatt a boxutcából indult.[4]

## Futam
A kínai nagydíj futamát április 21-én, vasárnap délelőtt tartották, magyar idő szerint 9:00-kor.
| helyezés | rajtszám | versenyző        | csapat/motor                 | futott kör | idő/kiesés oka   | rajthely | pont |
| -------- | -------- | ---------------- | ---------------------------- | ---------- | ---------------- | -------- | ---- |
| 1        | 1        | Max Verstappen   | Red Bull Racing-Honda RBPT   | 56         | 1:40:52,554      | 1        | 25   |
| 2        | 4        | Lando Norris     | McLaren-Mercedes             | 56         | +13,773          | 4        | 18   |
| 3        | 11       | Sergio Pérez     | Red Bull Racing-Honda RBPT   | 56         | +19,160          | 2        | 15   |
| 4        | 16       | Charles Leclerc  | Ferrari                      | 56         | +23,623          | 6        | 12   |
| 5        | 55       | Carlos Sainz Jr. | Ferrari                      | 56         | +33,983          | 7        | 10   |
| 6        | 63       | George Russell   | Mercedes                     | 56         | +38,724          | 8        | 8    |
| 7        | 14       | Fernando Alonso  | Aston Martin Aramco-Mercedes | 56         | +43,414          | 3        | 7[a] |
| 8        | 81       | Oscar Piastri    | McLaren-Mercedes             | 56         | +56,198          | 5        | 4    |
| 9        | 44       | Lewis Hamilton   | Mercedes                     | 56         | +57,986          | 18       | 2    |
| 10       | 27       | Nico Hülkenberg  | Haas-Ferrari                 | 56         | +1:00,476        | 9        | 1    |
| 11       | 31       | Esteban Ocon     | Alpine-Renault               | 56         | +1:02,812        | 13       |      |
| 12       | 23       | Alexander Albon  | Williams-Mercedes            | 56         | +1:05,506        | 14       |      |
| 13       | 10       | Pierre Gasly     | Alpine-Renault               | 56         | +1:09,223        | 15       |      |
| 14       | 24       | Csou Kuan-jü     | Kick Sauber-Ferrari          | 56         | +1:11,689        | 16       |      |
| 15       | 18       | Lance Stroll     | Aston Martin Aramco-Mercedes | 56         | +1:22,786        | 11       |      |
| 16       | 20       | Kevin Magnussen  | Haas-Ferrari                 | 56         | +1:27,533[b]     | 17       |      |
| 17       | 2        | Logan Sargeant   | Williams-Mercedes            | 56         | +1:35,110[c]     | boxutca  |      |
| Ki       | 3        | Daniel Ricciardo | RB-Honda RBPT                | 33         | baleseti sérülés | 12       |      |
| Ki       | 22       | Cunoda Júki      | RB-Honda RBPT                | 26         | baleset          | 19       |      |
| Ki       | 77       | Valtteri Bottas  | Kick Sauber-Ferrari          | 19         | erőforrás        | 10       |      |

Megjegyzések:
- ↑ a:  — Fernando Alonso a helyezéséért járó pontok mellett a versenyben futott leggyorsabb körért további 1 pontot szerzett.
- ↑ b:  — Kevin Magnussen eredetileg a 15. helyen végzett, de 10 másodperces időbüntetést kapott Cunoda Júkival való ütközéséért, amivel a 16. helyen rangsorolták.[5]
- ↑ c:  — Logan Sargeant 10 másodperces időbüntetést kapott, mivel a biztonsági autó alatt előzte meg Nico Hülkenberget, de a büntetés nem befolyásolta a helyezését.[6]

## A világbajnokság állása a verseny után
| H   | Versenyzők       | Pont | H   | Konstruktőrök                | Pont |
| --- | ---------------- | ---- | --- | ---------------------------- | ---- |
| 1.  | Max Verstappen   | 110  | 1.  | Red Bull Racing-Honda RBPT   | 195  |
| 2.  | Sergio Pérez     | 85   | 2.  | Ferrari                      | 151  |
| 3.  | Charles Leclerc  | 76   | 3.  | McLaren-Mercedes             | 96   |
| 4.  | Carlos Sainz Jr. | 69   | 4.  | Mercedes                     | 52   |
| 5.  | Lando Norris     | 58   | 5.  | Aston Martin Aramco-Mercedes | 40   |
| 6.  | Oscar Piastri    | 38   | 6.  | RB-Honda RBPT                | 7    |
| 7.  | George Russell   | 33   | 7.  | Haas-Ferrari                 | 5    |
| 8.  | Fernando Alonso  | 31   | 8.  | Williams-Mercedes            | 0    |
| 9.  | Lewis Hamilton   | 19   | 9.  | Alpine-Renault               | 0    |
| 10. | Lance Stroll     | 9    | 10. | Kick Sauber-Ferrari          | 0    |

(A teljes táblázat)

## Statisztikák
- Vezető helyen:
  - Max Verstappen: 51 kör (1–13 és 19–56)
  - Lando Norris: 5 kör (14–18)
- Max Verstappen 37. pole-pozíciója és 58. futamgyőzelme.
- Fernando Alonso 25. versenyben futott leggyorsabb köre.
- A Red Bull Racing 100. pole-pozíciója és 117. futamgyőzelme.[7]
- Max Verstappen 102., Lando Norris 15., Sergio Pérez 39. dobogós helyezése.